# Aulopiformes
L'ordine Aulopiformes (o Alepisauriformes) comprende 13 famiglie viventi (e 8 estinte) di pesci ossei.
Molti degli Aulopiformes sono pesci abissali e alcuni presentano caratteri di ermafroditismo.

## Classificazione

### Sottordine Alepisauroidei
- † Polymerichthyidae
- Alepisauridae
- Anotopteridae
- Bathysauridae
- Evermannellidae
- Lestidiidae
- Omosudidae
- Paralepididae

### Sottordine Aulopoidei
- Aulopidae

### Sottordine Chlorophthalmoidei

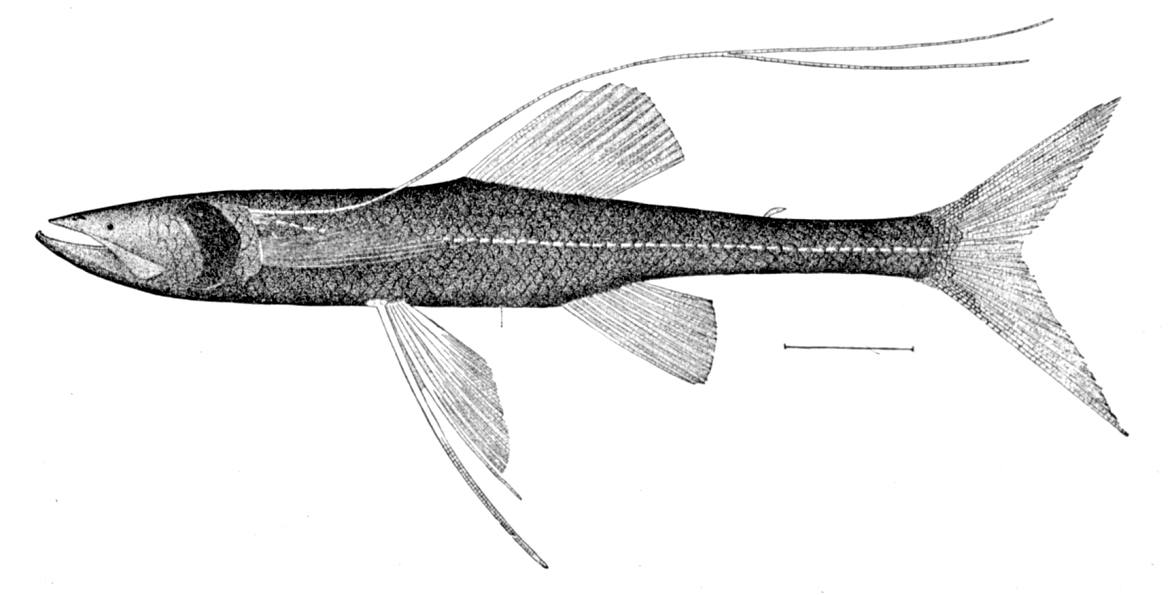
Bathypterois longipes, Ipnopidae

- Bathysauroididae
- Chlorophthalmidae
- Ipnopidae
- Notosudidae
- Scopelarchidae

### Sottordine Giganturoidei

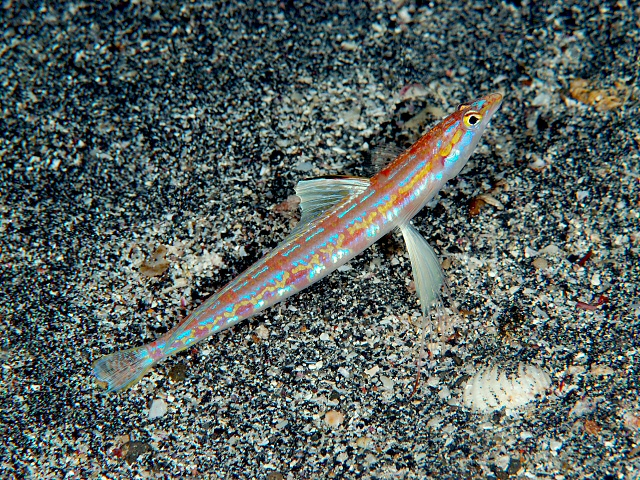
Pseudotrichonotus altivelis, Pseudotrichonotidae

- Giganturidae
- Pseudotrichonotidae Pseudotrichonotus altivelis, Pseudotrichonotidae

### Sottordine Synodontoidei
- Paraulopidae
- Synodontididae

L'ordine comprende anche un sottordine, quello degli Enchodontoidei, composto da 10 famiglie ormai estinte.

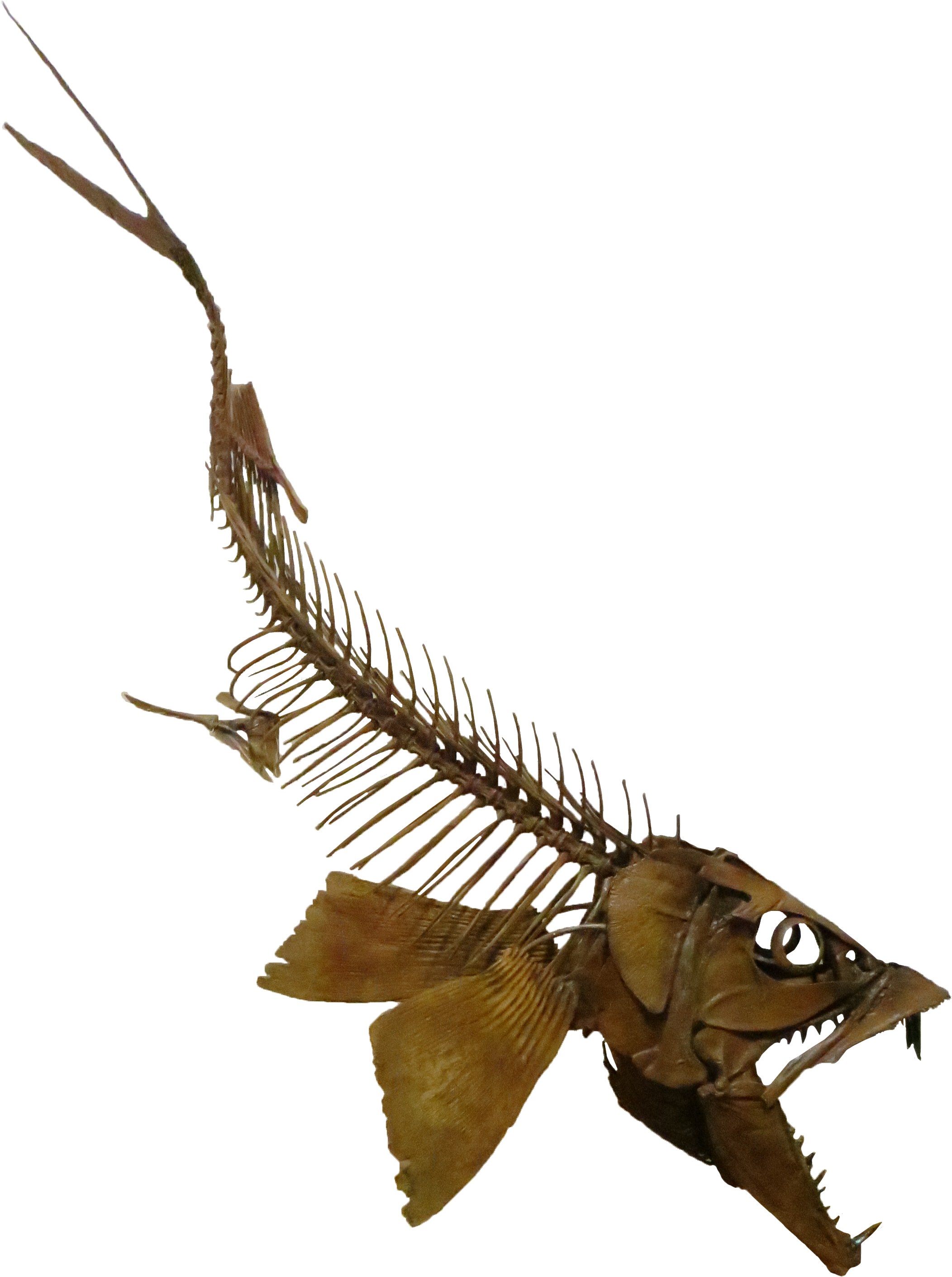
Ricostruzione dello scheletro di Enchodus, Enchodontidae

### Sottordine Enchodontoidei (estinto)
- † Halec
- † Nardorex
- † Phylactocephalus
- † Cheirothricidae
- † Cimolichthyidae
- † Enchodontidae
- † Prionolepididae
- † Stratodontidae
- † Ichthyotringoidea
  - † Apateopholidae
  - † Ichthyotringidae
- † Dercetidae
  - † Apuliadercetis
  - † Benthesikyme
  - † Brazilodercetis
  - † Candelarhynchus
  - † Caudadercetis
  - † Dercetis
  - † Leccedercetis
  - † Nardodercetis
  - † Ophidercetis
  - † Pelargorhynchus
  - † Rhynchodercetis